# Emmanuel Duchemin
Emmanuel Duchemin (* 14. März 1979 in Amiens) ist ein ehemaliger französischer Fußballspieler. Aufgrund von Sportinvalidität nach einer Verletzung beendete er 2008 seine Karriere, zuletzt war er beim AS Nancy unter Vertrag.

## Karriere
Nach sechs Jahren im Profikader seines Heimatvereins SC Amiens, der mit Ausnahme der drittklassigen Saison 2000/01, in der aber der direkte Wiederaufstieg geschafft wurde, in der Ligue 2 spielte, kam der defensive Mittelfeldspieler 2003 zum Ligakonkurrenten AS Nancy. 2005 stieg Duchemin mit den Lothringern in die Ligue 1 auf; 2006 gewann der Rechtsfuß mit Nancy den Ligapokal. 
Während der Vorbereitungszeit zur Saison 2007/08 erlitt er im Training einen Abriss der Achillessehne in der Ferse. Diese schwer therapierbare Verletzung konnte, den Erwartungen entsprechend, nicht zufriedenstellend geheilt werden, sodass Duchemin im Oktober 2008 sein Karriereende bekanntgab.